# Gordons Bay
Gordons Bay (ou Gordon's Bay, également appelé Gordonsbaai en afrikaans) est une ville portuaire d'Afrique du Sud située dans la province du Cap-Occidental. Elle est rattachée à la métropole du Cap. 

## Étymologie
D'abord désigné ou appelé Visser’s Baay (1673), de Vishoek (1676), Combuys, Vishoek, Vissershoek puis Fish Hoek, Gordon's Bay a été finalement rebaptisé en hommage à Robert Jacob Gordon (1743-1795), un explorateur hollandais d'origine écossaise qui fut commandant des troupes néerlandaises au Cap de 1777 à 1795. 

## Localisation

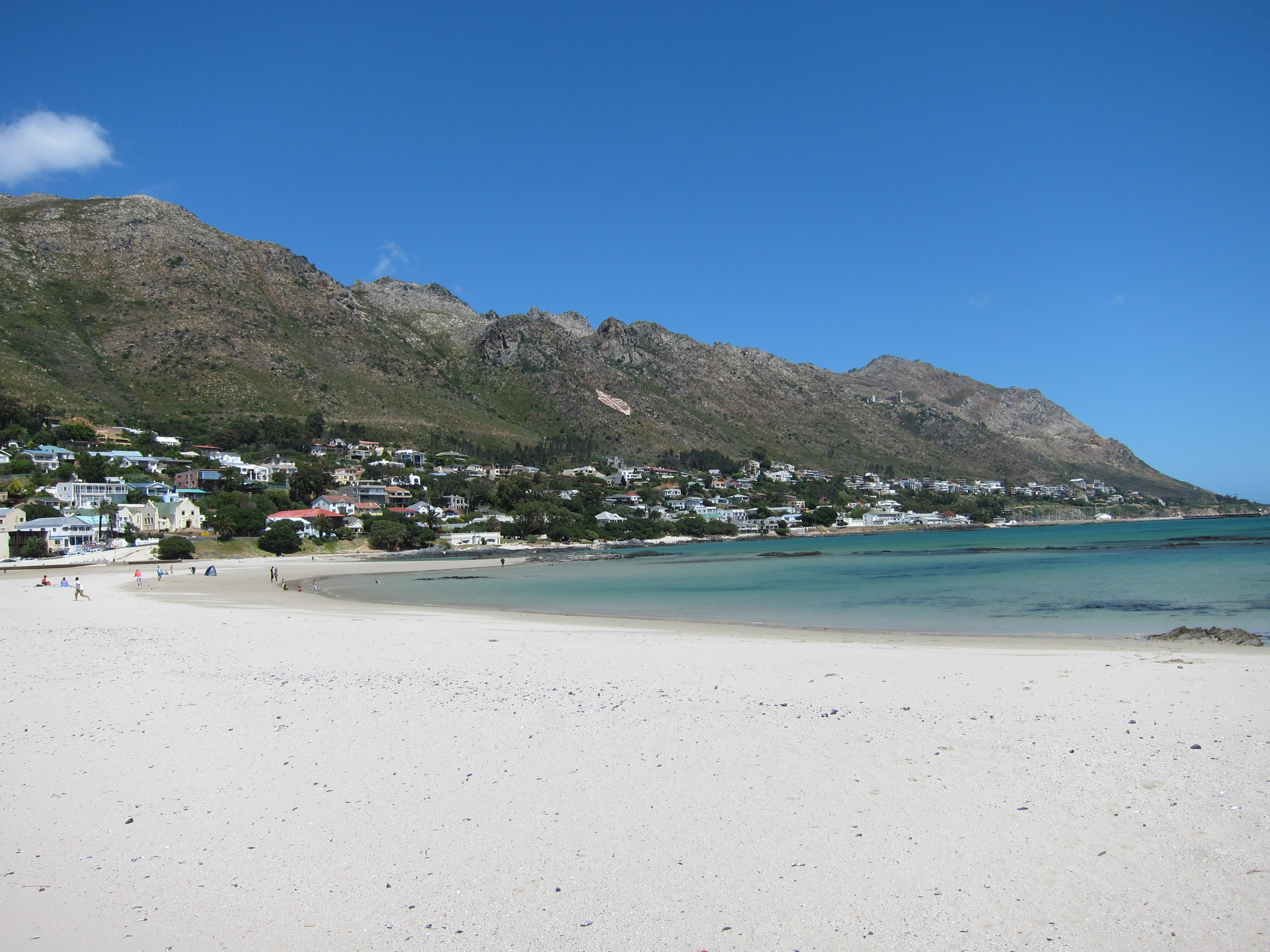
Vue sur la plage Bikini, la banlieue résidentielle et sur l'ancre et les lettres GB inscrites sur les montagnes de Hottentots-Holland

Gordon's Bay est située à proximité de Strand au nord-est de False Bay à environ 50 km de la ville du Cap, au sud de la N2. 
Gordon's Bay est la plus petite des trois villes de la région de Helderberg. 
Gordon's Bay se compose d'un village, situé dans le vieux port, de la plage Bikini et d'une banlieue résidentielle sise sur les pentes inférieures des montagnes de Hottentots-Holland donnant sur False Bay.
La partie la plus ancienne de la baie de Gordon accueille l’école navale sud-africaine (autrefois General Botha SA Nautical College), un centre de formation d'officier. Au-dessus du port, sur la montagne, est peinte depuis 1949 une ancre géante avec une inscription mentionnant les lettres "GB" pour général Botha, nom d'origine de la station navale.

## Démographie
La ville de Gordon's Bay comprend plus de 16 776 résidents, principalement issus de la communauté blanche (65,56 %). 
Les coloureds représentent 19,85 % des habitants tandis que les noirs, population majoritaire en Afrique du Sud, représentent 10,90 % des résidents. Sea Breeze est le seul des 15 quartiers de Gordon's Bay où la population noire est majoritaire (39,19 %) et Temperance Town le seul quartier où les coloureds sont majoritaires (89,78%).
Les habitants sont à 59,12 % de langue maternelle afrikaans et à 32,60 % de langue maternelle anglaise.

## Historique
En 1672, la compagnie des Indes néerlandaises fonda un petit port de pêche dans une baie située à l'angle nord est de False Bay et qui fut alors appelé Vischers Baaij. Plus tard, Robert Jacob Gordon nomma la baie du nom de Combuis (qui signifie cuisine) mais le nom tomba en désuétude rapidement pour prendre finalement celui de Gordon même.
La baie, très populaire, se développera par la suite comme lieu de villégiature et de détente. 

## Administration

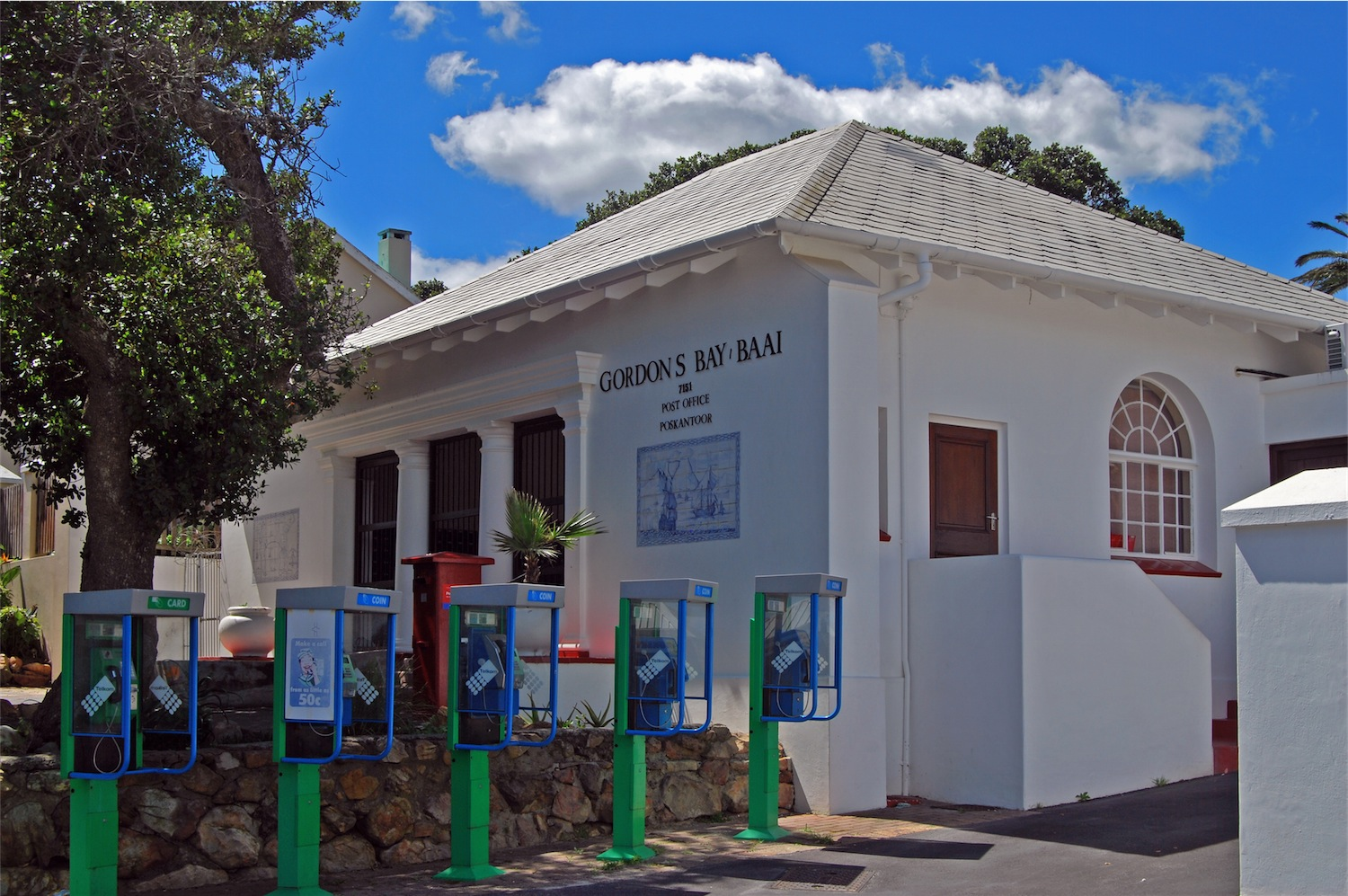
Bureau de poste de Gordons Bay

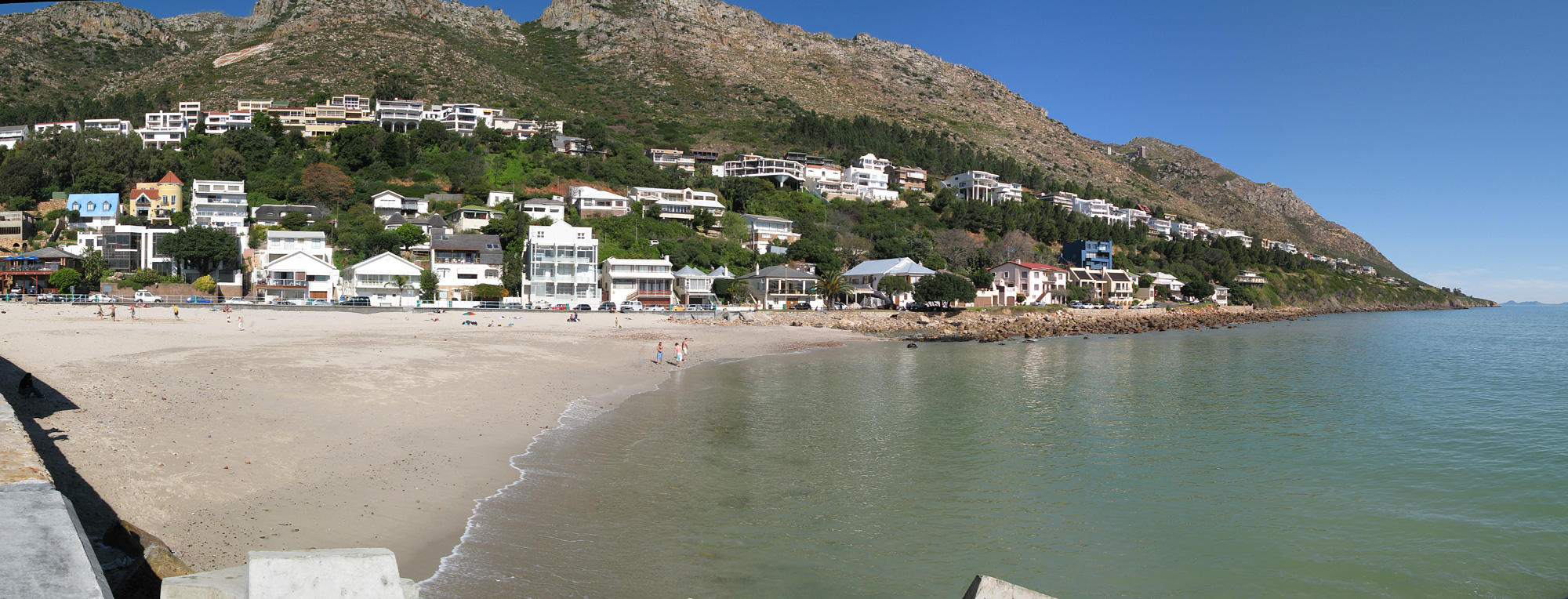
Bikini Beach

Gordons Bay fut une municipalité indépendante de 1961 à 1996 avant de se fondre avec Strand et Somerset West dans la municipalité d'Helderberg. En 2000, cette dernière a été dissoute et ses communes intégrées dans la nouvelle métropole du Cap.

## Circonscription électorale
La ville de Gordons Bay se situe dans le 8e arrondissement du Cap et dans la circonscription municipale 100 (Somerset West Rural - Broadlands - Sir Lowrys Pass - Gustrouw - Cassablanca - Southfork - Harmony Park - Gordons Bay Central - Temperance Town - Harbour Island - Anchorage Park - Mountain Side) dont le conseiller municipal est Johannes (Johan) Middleton (DA) .

## Tourisme
Gordon's Bay est réputée pour sa plage (Bikini Beach) appréciée des étudiants de l'Université du Cap et de l'Université de Stellenbosch.
C'est aussi le point de départ de la route touristique Clarence Drive.